# Erandio
Erandio ist eine spanische Gemeinde in der Provinz Bizkaia. Deren Hauptstadt Bilbao ist mit 8 km Entfernung auch die nächstgelegene Stadt zu Erandio. Die Gemeinden Urduliz, Laukiz und Berango grenzen im Norden, Bilbao im Süden, Loiu und Sondika im Osten sowie Leioa, Getxo und die Ría de Bilbao im Westen an Erandio.
Der Campus Bizkaia der Universität des Baskenlandes liegt zwischen Leioa und Erandio.
Die Einwohner heißen Erandiotarra.

## Persönlichkeiten
- Álex Angulo (1953–2014), Schauspieler

## Einzelnachweise

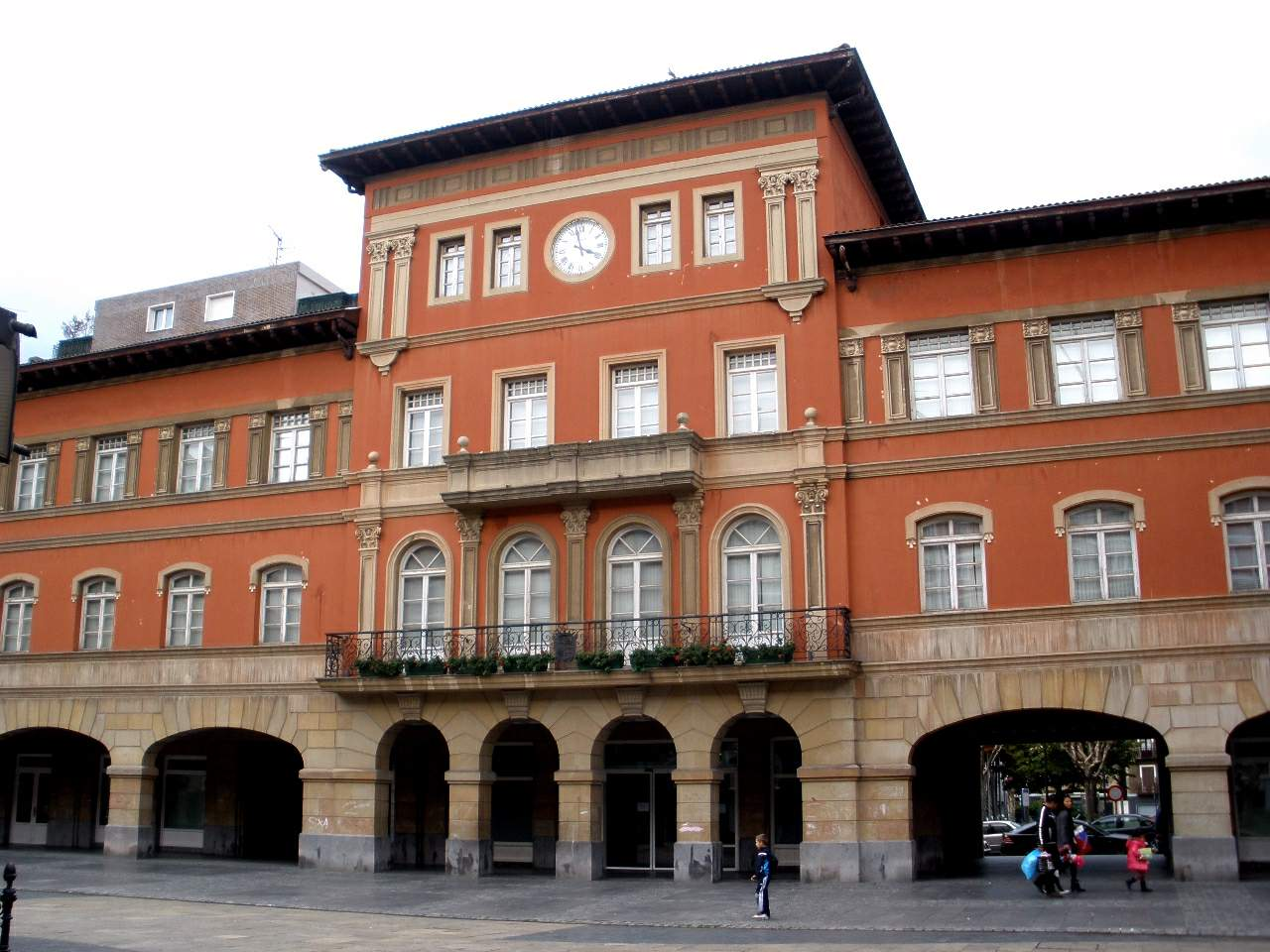
Rathaus